# Malcov
Malcov est un village de Slovaquie situé dans la région de Prešov.

## Histoire
Première mention écrite du village en 1338.

## Démographie

### Évolution de la population
| Année:               | 1994. | 2004.   | 2014.   | 2024.   |
| -------------------- | ----- | ------- | ------- | ------- |
| Nombre de personnes: | 1385  | 1447    | 1572    | 1608    |
| Différence:          |       | +4,47 % | +8,63 % | +2,29 % |

| Année:               | 2023. | 2024.   |
| -------------------- | ----- | ------- |
| Nombre de personnes: | 1601  | 1608    |
| Différence:          |       | +0,43 % |